# Sassinoro
Sassinoro är en ort och kommun i provinsen Benevento i regionen Kampanien i Italien. Kommunen hade 615 invånare (2017).